# سوني إريكسون W950
سوني إريكسون W950 (بالإنجليزية: Sony Ericsson W950)‏ هو هاتف محمول من أبل يعمل بنظام سيمبيان، تم طرحه في الأسواق في 13 فبراير 2006.

## الخصائص
- نظام التشغيل: سيمبيان
- الكاميرا الخلفية: لا يوجد
- الشاشة: 240×320
- الوزن: 112 غرام
- الذاكرة: 4 جيجابايت